# جان كلود بيومي
جان كلود بيومي (بالفرنسية: Jean-Claude Piumi)‏ (مواليد 27 مايو 1940) هو لاعب كرة قدم. يلعب مع منتخب فرنسا لكرة القدم. سبق له أن لعب في كأس العالم لكرة القدم مع منتخب بلاده.

## روابط خارجية
- جان كلود بيومي على موقع الاتحاد الدولي (مؤرشف)  (الإنجليزية)
- جان كلود بيومي على موقع قاعدة بيانات كرة القدم.إي يو (الإنجليزية)
- جان كلود بيومي على موقع ناشيونال فوتبول تيمز (الإنجليزية)
- جان كلود بيومي على موقع عالم كرة القدم.نت (الإنجليزية)